# Cristuru Secuiesc
Cristuru Secuiesc là một thị xã thuộc hạt Harghita, România. Dân số thời điểm năm 2002 là 9672 người.